# Heptatriakontan
Heptatriakontan (CH3(CH2)35CH3) (sumární vzorec C37H76) je uhlovodík patřící mezi alkany, má 37 uhlíkových atomů v molekule.